# Lijst van gemeenten van Nuevo León
De Mexicaanse deelstaat Nuevo León bestaat uit 51 gemeenten.
| INEGI | Gemeente                 | Inwoners  | Oppervlakte  | Hoofdplaats              | Inwoners  |
| ----- | ------------------------ | --------- | ------------ | ------------------------ | --------- |
| 001   | Abasolo                  | 2.974     | 47,45 km²    | Abasolo                  | 1.992     |
| 002   | Agualeguas               | 3.382     | 978,99 km²   | Agualeguas               | -         |
| 003   | Los Aldamas              | 1.407     | 778,00 km²   | Los Aldamas              | 627       |
| 004   | Allende                  | 35.489    | 190,52 km²   | Ciudad de Allende        | 28.843    |
| 005   | Anáhuac                  | 18.030    | 4.572,87 km² | Anáhuac                  | 18.030    |
| 006   | Apodaca                  | 656.464   | 238,03 km²   | Ciudad Apodaca           | 536.436   |
| 007   | Aramberri                | 14.992    | 2.664,80 km² | Aramberri                | 2.538     |
| 008   | Bustamante               | 3.661     | 465,62 km²   | Bustamante               | 3.524     |
| 009   | Cadereyta Jiménez        | 122.337   | 1.140,97 km² | Cadereyta Jiménez        | 75.721    |
| 010   | Carmen                   | 104.478   | 102,38 km²   | Carmen                   | 9.568     |
| 011   | Cerralvo                 | 7.340     | 1.006,89 km² | Ciudad Cerralvo          | 7.169     |
| 012   | Ciénega de Flores        | 68.747    | 146,50 km²   | Ciénega de Flores        | 30.217    |
| 013   | China                    | 9.930     | 4.292,05 km² | China                    | 8.264     |
| 014   | Doctor Arroyo            | 36.088    | 5.091,18 km² | Doctor Arroyo            | 11.822    |
| 015   | Doctor Coss              | 1.360     | 720,74 km²   | Doctor Coss              | 802       |
| 016   | Doctor González          | 3.256     | 615,78 km²   | Doctor González          | 2.210     |
| 017   | Galeana                  | 40.903    | 7.010,79 km² | Galeana                  | -         |
| 018   | García                   | 397.205   | 1.040,01 km² | García                   | 397.205   |
| 019   | San Pedro Garza García   | 132.169   | 72,01 km²    | San Pedro Garza García   | 132.128   |
| 020   | General Bravo            | 5.506     | 1.894,80 km² | General Bravo            | 5.506     |
| 021   | General Escobedo         | 481.213   | 151,27 km²   | Ciudad General Escobedo  | 481.213   |
| 022   | General Terán            | 14.109    | 2.479,16 km² | Ciudad General Terán     | 14.109    |
| 023   | General Treviño          | 1.808     | 388,05 km²   | General Treviño          | 1.424     |
| 024   | General Zaragoza         | 6.282     | 1.314,52 km² | General Zaragoza         | 2.986     |
| 025   | General Zuazua           | 102.149   | 184,87 km²   | General Zuazua           | 78.528    |
| 026   | Guadalupe                | 643.143   | 117,79 km²   | Guadalupe                | 635.862   |
| 027   | Los Herreras             | 1.959     | 497,27 km²   | Los Herreras             | 1.454     |
| 028   | Higueras                 | 1.386     | 444,11 km²   | Higueras                 | 1.287     |
| 029   | Hualahuises              | 7.026     | 127,80 km²   | Hualahuises              | 6.914     |
| 030   | Iturbide                 | 3.298     | 561,88 km²   | Iturbide                 | 1.759     |
| 031   | Juárez                   | 471.523   | 247,00 km²   | Ciudad Benito Juárez     | 308.285   |
| 032   | Lampazos de Naranjo      | 5.351     | 3.428,68 km² | Lampazos de Naranjo      | 5.026     |
| 033   | Linares                  | 84.666    | 2.539,67 km² | Linares                  | 84.666    |
| 034   | Marín                    | 5.119     | 264,23 km²   | Marín                    | 2.791     |
| 035   | Melchor Ocampo           | 1.483     | 207,92 km²   | Melchor Ocampo           | 980       |
| 036   | Mier y Noriega           | 7.652     | 1.006,78 km² | Mier y Noriega           | 1.180     |
| 037   | Mina                     | 6.048     | 3.872,26 km² | Mina                     | 6.048     |
| 038   | Montemorelos             | 67.428    | 1.869,30 km² | Montemorelos             | 67.428    |
| 039   | Monterrey                | 1.142.994 | 892,00 km²   | Monterrey                | 1.142.953 |
| 040   | Parás                    | 906       | 1.172,66 km² | Parás                    | 740       |
| 041   | Pesquería                | 147.624   | 308,89 km²   | Pesquería                | 147.624   |
| 042   | Los Ramones              | 5.389     | 1.341,58 km² | Los Ramones              | 1.323     |
| 043   | Rayones                  | 2.377     | 673,76 km²   | Rayones                  | 2.377     |
| 044   | Sabinas Hidalgo          | 34.709    | 1.542,15 km² | Ciudad Sabinas Hidalgo   | 33.522    |
| 045   | Salinas Victoria         | 86.766    | 1.658,08 km² | Salinas Victoria         | 13.059    |
| 046   | San Nicolás de los Garza | 412.199   | 60,10 km²    | San Nicolás de los Garza | 412.199   |
| 047   | Hidalgo                  | 16.086    | 170,12 km²   | Hidalgo                  | 16.057    |
| 048   | Santa Catarina           | 306.622   | 885,01 km²   | Ciudad Santa Catarina    | 304.052   |
| 049   | Santiago                 | 46.784    | 746,48 km²   | Santiago                 | 46.784    |
| 050   | Vallecillo               | 1.552     | 1.766,28 km² | Vallecillo               | 549       |
| 051   | Villaldama               | 3.573     | 879,68 km²   | Ciudad de Villaldama     | 2.578     |

| Detailkaart                         |
| ----------------------------------- |
|                                     |
| Ligging Nuevo León binnen Mexico    |
|                                     |
| Gemeenten ingedeeld naar INEGI code |